# Military Provost Staff
Il Military Provost Staff è un'unità dell'esercito britannico (British Army) specializzata in custodia e detenzione, fornisce consulenza, ispezione e sicurezza all'interno di istituti di custodia. L'MPS fa parte del Adjutant General's Corps e ha sede presso il Military Corrective Training Center (MCTC) a Colchester, Essex.

## Storia
Il Military Prison Staff Corps viene formato nel 1901 sotto l'Army Order 241. È stato ribattezzato Military Provost Staff Corps nel 1906. Come Military Provost Staff è entrato a far parte del Adjutant General's Corps (AGC) il 6 aprile 1992, formando il Provost Branch insieme alla Royal Military Police. Mantiene un'identità separata all'interno dell'AGC, tuttavia, mantenendo il distintivo da berretto e altri simboli. L'MPS non recluta direttamente dalla vita civile, ma accetta solo richieste di soldati già in servizio nell'esercito. Tutti i suoi membri hanno un grado minimo di caporale.